# 45ª edizione dei Directors Guild of America Award
La 45ª edizione dei Directors Guild of America Award si è tenuta il 6 marzo 1993 al Beverly Hilton Hotel di Beverly Hills e a New York e ha premiato i migliori registi nel campo cinematografico, televisivo e pubblicitario del 1992. La cerimonia di Beverly Hills è stata presentata da Carl Reiner, mentre quella di New York da Jerry Orbach.
Le nomination per il cinema sono state annunciate il 25 gennaio 1993, mentre quelle per la tv sono state annunciate il 22 febbraio 1993.

## Cinema

### Film
- Clint Eastwood – Gli spietati (Unforgiven)
- Robert Altman – I protagonisti (The Player)
- James Ivory – Casa Howard (Howards End)
- Neil Jordan – La moglie del soldato (The Crying Game)
- Rob Reiner – Codice d'onore (A Few Good Men)

### Documentari[7]
- Joe Berlinger e Bruce Sinofsky – Brother's Keeper
- Ric Burns – The Donner Party (film tv)
- Mark Stouffer – Braving Alaska (film tv)

## Televisione

### Serie drammatiche
- Rob Thompson – Un medico tra gli orsi (Northern Exposure) per l'episodio Cicely: la Parigi del Nord (Cicely)
- Roy Campanella II – Io volerò via (I'll Fly Away) per l'episodio The Way Things Are
- Michael Fresco – Un medico tra gli orsi (Northern Exposure) per l'episodio Teschi, scheletri e pomodori (Thanksgiving)

### Serie commedia
- Tom Cherones – Seinfeld per l'episodio La scommessa (The Contest)
- Jason Alexander – Seinfeld per l'episodio Il buon samaritano (The Good Samaritan)
- James Burrows – Cin cin (Cheers) per l'episodio An Old-Fashioned Wedding

### Film tv e miniserie
- Ron Lagomarsino – La famiglia Brock (Picket Fences) per l'episodio pilota
- Frank Pierson – Citizen Cohn
- Joseph Sargent – Rose White (Miss Rose White)

### Serie televisive quotidiane
- Helaine Head – WonderWorks per l'episodio You Must Remember This
- Neema Barnette – CBS Schoolbreak Special per l'episodio Different Worlds: A Story of Interracial Love
- Strath Hamilton – CBS Schoolbreak Special per l'episodio Please, God, I'm Only Seventeen

### Soap opera
- Susan Strickler – Destini (Another World) per la puntata del 12 febbraio 1992
- Kenneth Herman Jr. – Il tempo della nostra vita (Days of Our Lives) per la puntata del 30 ottobre 1992
- Frank Pacelli – Febbre d'amore (The Young and the Restless) per la 4825ª puntata

### Trasmissioni musicali e d'intrattenimento
- Bobby Quinn – The Tonight Show Starring Johnny Carson per la puntata del 21 maggio 1992 con Robin Williams e Bette Midler
- Hal Gurnee – Late Night with David Letterman per la puntata speciale del 10º anniversario
- Jeff Margolis – 64ª edizione della cerimonia dei Premi Oscar

## Pubblicità
- Leslie Dektor – spot per American Express (Elevator), US West (Missed the Bus), Bank of America (Second Generation), Southern California Edison (Truth)
- William Patterson – spot per Philips (DCC Clear Sound)
- Joe Pytka – spot per Hallmark Cards (Old Friend), Nike (Hare Jordan)

## Premi speciali

### Premio D.W. Griffith
- Sidney Lumet

### Premio Frank Capra
- Willard H. Sheldon

### Premio Franklin J. Schaffner
- James Woodworth

### Robert B. Aldrich Service Award
- Gene Reynolds
- John Rich

### Premio per il membro onorario
- Arthur Hiller